# Berke János
Berke János (Tótkeresztúr, 1814. október 11. – Tótkeresztúr, 1908. május 9.) magyarországi szlovén evangélikus lelkész, földbirtokos, nemes.

## Életpályája

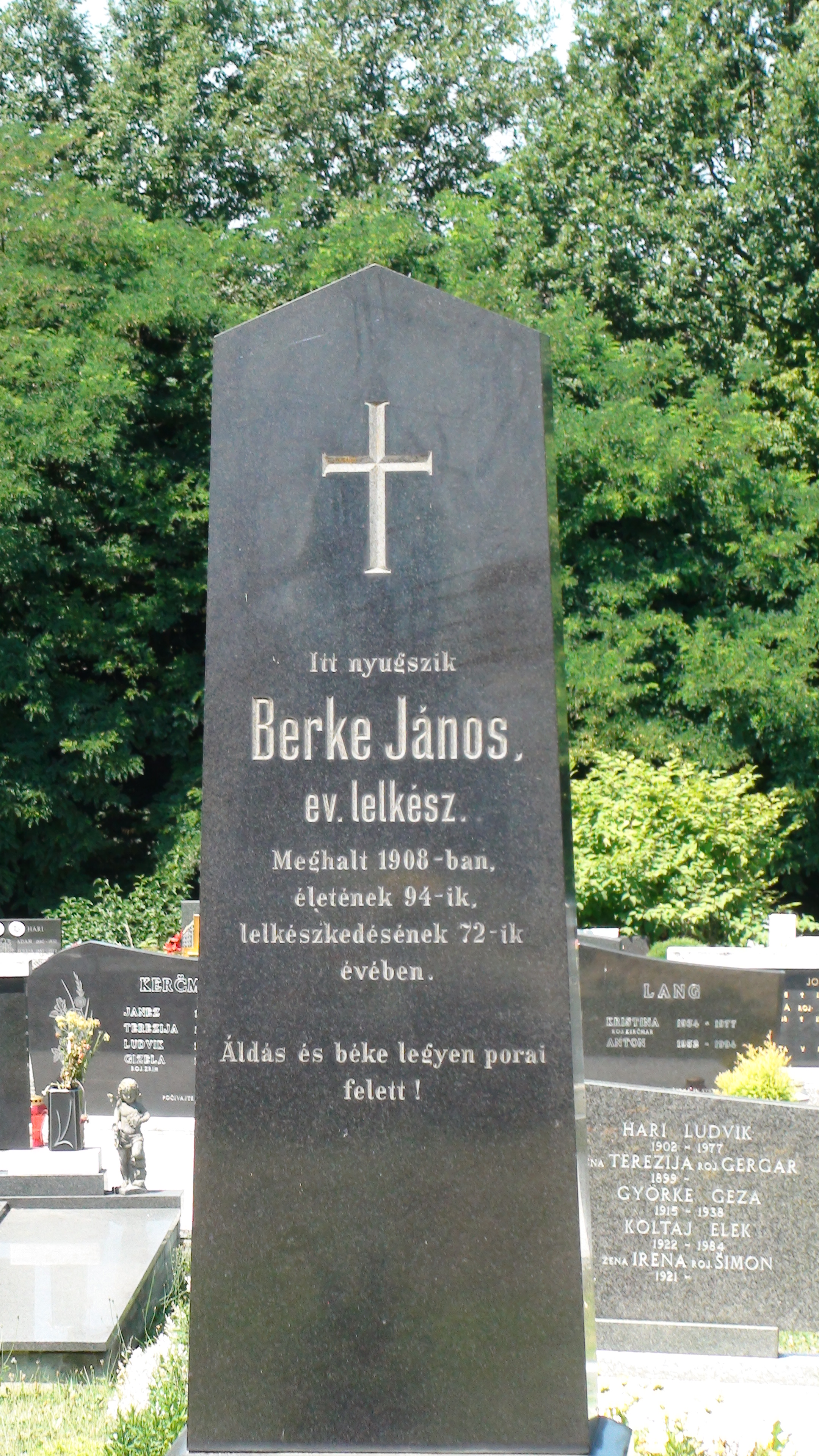
Berke János sírja

Sopronban (1835) és Bécsben (1835–1836) tanult, ahonnan 1836. júliusában érkezett Tótkeresztúrra, ahol 72 éven át, 1908-ban bekövetkezett haláláig szolgált papként. Szolgálati ideje alatt a templomot kibővítették, plébániát, kántortanítói lakást, kétosztályos iskolát, bérházat építettek, és a teljes egyházi birtokot megszerezték. Berke – mivel leszármazottai már előtte meghaltak – az egyházra hagyott egy mintegy kb. 120 hektár nagyságú birtokot. Nemcsak korának megfoghatatlan szónokának tartották, hanem megbecsült embernek is, akihez gyakran fordultak tanácsért Vas megye ügyeiben.
Jó barátja volt Jozef Miloslav Hurban, az 1848/1849-es szlovák nemzeti mozgalom vezetőjének, Anton Janežič szlovén irodalomtörténésznek, Pósfay Pongrác kerületi kormányzónak és gróf Széchenyinek. Csak az utóbbi kettőnek sikerült rábeszélnie, hogy fogadja el a kitüntetést, amelyet I. Ferenc József Habsburg-Lotaringiai császár adományozott neki 80. születésnapja alkalmából. Két testvérével együtt a politikában is aktívan tevékenykedett, mint ellenzéki képviselő, tagja és elnöke volt az iskolaszéknek (egyfajta állami tanfelügyelőség). Halála előtt Sopronban 1 200 korona értékű alapítványt hozott létre a prekmurjei papok oktatására.
Leírta a hallott vend nyelvű szavakat. Segítségére volt Anton Janežič szótára és Ivan Filipović Zsebszótára. Az ő gyűjteményét használta fel Fliszár János a Vogrszki-vendiski rêcsnik szótárában. A kormány megbízást adott neki egy Über den Ursprung der Wenden című könyv megírására, de a neki ígért nagy díj ellenére visszautasította, mert nem azt akarta bizonyítani, hogy a szlovének a vandálok leszármazottai, hanem azt is, hogy a vogrek leszármazottai (lásd még: a vendkérdés).

## Családja
Berke József (1771–1833) és Szentgyörgyvölgyi Szabó Terézia (1794–1838) második gyermekeként született. Édesapja evangélikus pap, országgyűlési képviselő, a pukoni pap és idősebb Berke Ferenc Xavér testvére volt. Két fiatalabb testvére volt, József, murskobrzegi földbirtokos, ügyvéd és politikus, valamint Péter, márkusházai földbirtokos és mérnök. Édesanyja Szentgyörgyvölgyi Szabó György és Kregár Éva lánya volt. A Szentgyörgyvölgyi Szabó család régi Zala megyei nemesi család volt és a református egyházhoz tartozott. A prekmurjei területen is voltak birtokaik, nevezetesen több pártosfalvai alárendelt család. Nagybátyja (Szentgyörgyvölgyi Szabó Terézia testvére) Szabó János volt; ügyvéd, Zala megye megyei tanácsának bírája és a híres magyar államférfi, gróf Széchenyi István hagyatékának kezelője. Párja, Fink Rozália volt, akitől öt gyermeke született, akik mindannyian előtte haltak meg. Legkisebb lánya, Berke Zsuzsanna, Fliszár János író felesége volt.

## Fordítás
- Ez a szócikk részben vagy egészben  az   Ivan Berke című szlovén Wikipédia-szócikk ezen változatának fordításán alapul.  Az eredeti cikk szerkesztőit annak laptörténete sorolja fel. Ez a jelzés csupán a megfogalmazás eredetét és a szerzői jogokat jelzi, nem szolgál a cikkben szereplő információk forrásmegjelöléseként.
- Evangélikus Őrálló, 1908.